# Pancratium parvicoronatum
Pancratium parvicoronatum là một loài thực vật có hoa trong họ Amaryllidaceae. Loài này được Geerinck mô tả khoa học đầu tiên năm 1972.